# 萬弘璧
萬弘璧（1466年—？年），字廷瑞，四川眉州人。明朝翰林。

## 生平
四川鄉試第十八名。成化二十三年（1487年）丁未科會試第一百十一名，登進士第二甲第三十八名進士。官翰林院編修。

## 家族
曾祖萬林，吏部尚書兼護身殿大學士；祖父萬安，光祿大夫柱國少傅兼太子太師吏部尚書、華蓋殿大學士；父萬翼，嘉議大夫、兵部右侍郎。母趙氏（封恭人）。